# Diecezja Würzburga

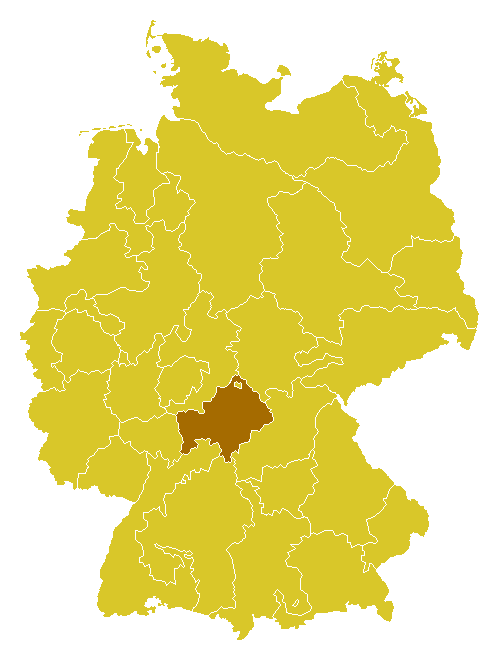
Obecne granice diecezji Würzburga

Diecezja Würzburga (łac.: Dioecesis Herbipolensis) – katolicka diecezja niemiecka położona na terenie Frankonii, w północno-zachodniej części Bawarii. Siedziba biskupa znajduje się w katedrze św. Kiliana w Würzburgu.

## Historia
Chrześcijaństwo dotarło do Frankonii między 686 a 689 za sprawą irlandzkich mnichów Kiliana, Kolonata i Totnana. Diecezja Würzburga została założona w 741 przez św. Bonifacego. Pierwszym biskupem został św. Burchard. W końcu VIII w. biskupstwo zostało przyłączone do utworzonej przez Karola Wielkiego metropolii Moguncji. W 1007 z części ziem diecezji król Henryk II Święty utworzył nowe biskupstwo w Bambergu. W końcu XII w. Würzburg dostał się pod panowanie niezależnego hrabstwa henneberskiego. Na mocy przywileju cesarza Fryderyka Barbarossy biskupi Würzburga uzyskali niezależność polityczną, którą gwarantowało księstwo biskupie, obejmujące swoim zasięgiem część ziem diecezji.
W 1803 miała miejsce sekularyzacja biskupstwa, które ponownie zostało reaktywowane w 1821 jako sufragania metropolii Bambergu. Po zakończeniu II wojny światowej część diecezji znalazła się w granicach NRD (Meiningen). W 1973 papież Paweł VI utworzył dla części diecezji Würzburga i Fuldy w NRD Urząd Biskupi Erfurt-Meiningen z siedzibą w Erfurcie.

## Biskupi
- Biskup diecezjalny: Franz Jung
- biskup pomocniczy: Paul Reder
- Biskupi seniorzy: Friedhelm Hofmann, Ulrich Boom

## Patroni
- św. Kilian
- św. Kolonat
- św. Totnan